# James Frazer
Sir James George Frazer (1. ledna 1854 Glasgow Spojené království - 7. května 1941) byl skotský antropolog, etnolog a etnograf ovlivněný pozitivismem. Zabýval se problematikou nejstarších náboženství, rituály, mýty a magií. Magii považoval za předchůdce náboženství a vědy. Zdůrazňoval funkci mýtu při organizaci společenského života.

## Život
Frazer se narodil v presbyteriánské rodině skotského lékárníka Daniela Frazera v Glasgow. Na zdejší univerzitě studoval klasickou filologii. Jeho profesoři byli: George Gilbert Ramsay (latina), John Veitch (rétorika) a Lord Kelvin (Sir William Thomson; fyzika). Studium ukončil v roce 1879 na Trinity College v Cambridgi disertační práci, která byla věnována Platónově teorii idejí. Zde byl také zvolen do funkce vědeckého pracovníka (fellow). Své první práce věnoval klasické filologii. V průběhu 80. let úspěšně připravil k tisku několik prací antických autorů. Současně se věnoval studiu prací Johna Stuarta Milla, Herberta Spencera a Augusta Comta. Rozhodující roli při změně jeho vědecké orientace sehrál William Robertson Smith. Ten v roce 1886 přiměl mladého vědce ke zpracování hesel „totemismus“ a „tabu“ pro Britskou encyklopedii a probudil tak jeho trvalý zájem o studium národopisu, etnologie a antropologie. V roce 1890 vydal první verzi knihy The Golden Bough: A Study in Magic and Religion (česky Zlatá ratolest), která mu přinesla velkou slávu. Pro institucionalizaci antropologie jako vědy o společnosti má veliký význam Frazerovo působení na liverpoolské univerzitě. Zde v roce 1908 stanul v čele katedry, která poprvé nesla název oddělení sociální antropologie. Brzy se ale funkce vzdal, aby se vrátil ke knihám do ticha vědecké pracovny na Trinity College v Cambridgi. V roce 1921 mu byla udělena čestná docentura pro sociální antropologii na univerzitách v Oxfordu, Cambridgi, Glasgow a Liverpoolu. Byl členem Royal Society a Institut de France. Po zbytek svého života ale již na delší dobu neopustil svoji vědeckou knihovnu. Předávání akademických poct a s ním spjaté cestování pociťoval jako nevítané vytržení z práce. Díky péči milující manželky, francouzské spisovatelky Lily Grovesové, měl vytvořeny dokonalé podmínky pro studium pramenů a psaní svých četných knih.

## Dílo

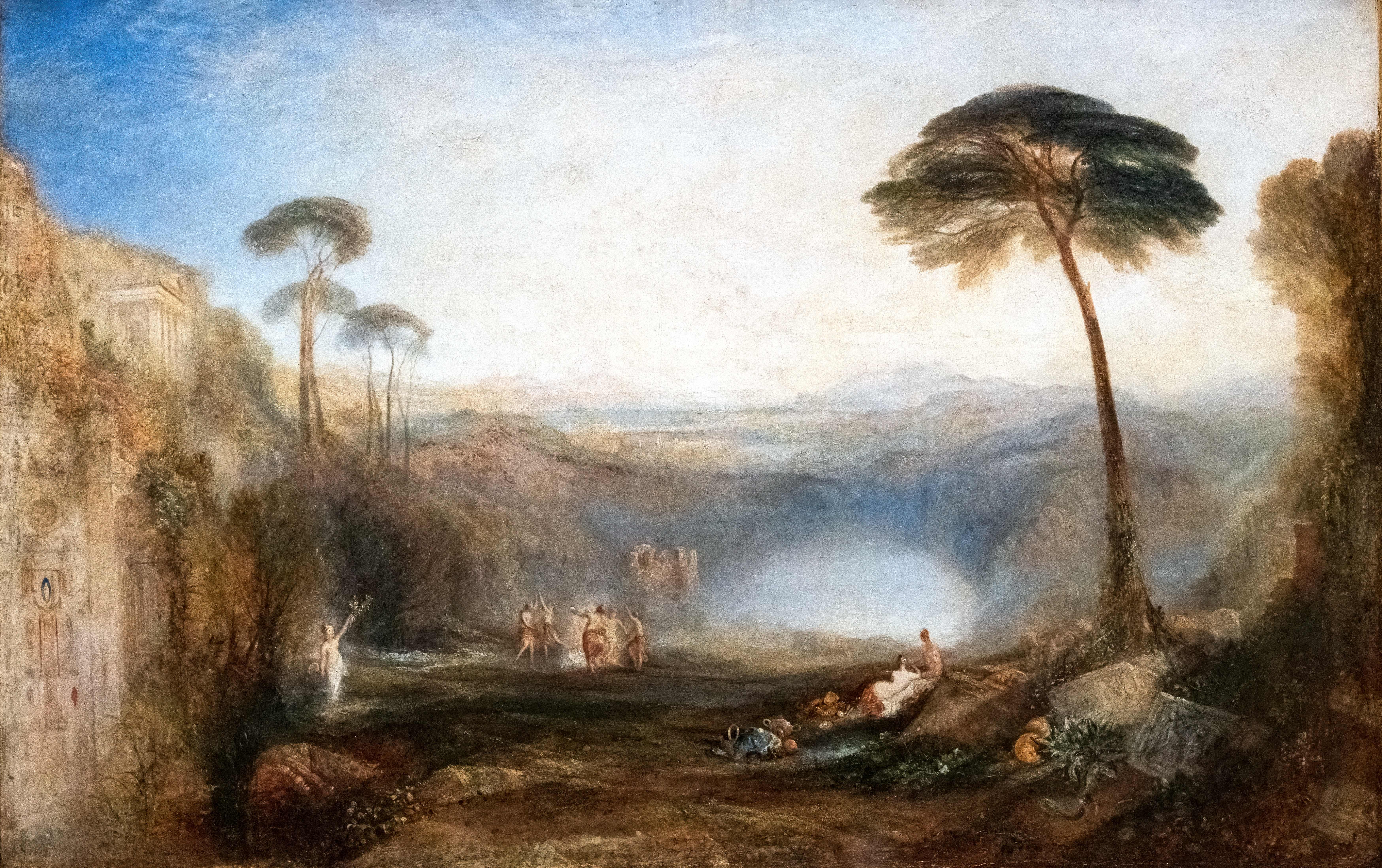
Zlatá ratolest. Obraz M. W. Turnera, The Turner Collection, Tate Gallery

### Magický (mytický) typ kultury
Podle Frazera na počátku lidských dějin měl člověk zcela mylné představy o příčinné souvislosti přírodních jevů. Základem jeho výkladu světa byla tzv. „sympatetická magie“, která vycházela z předpokladu existence určitého mystického vztahu mezi věcmi a jevy v přírodě – zákona vnitřního souladu. Sympatetická magie opírá interpretaci světa o dva základní principy. První princip, který je možné definovat jako zákon podobnosti – „homeopatická magie“, předpokládá, že podobné způsobuje a produkuje podobné. Snaha aktivně ovládat přírodní zákonitosti tak vyústila v jejich napodobování. U přírodních národů, jež praktikují homeopatickou magii, se tak například můžeme setkat se snahou přivolat déšť prostřednictvím lití vody na zem, pokusy poškodit nepřítele tím, že zničíme jeho obraz, figurku, loutku a podobně. Druhý princip lze definovat jako zákon doteku – „kontaktní magie“. Vychází z předpokladu, že věci, jež spolu jednou byly v kontaktu nebo tvořily jednotný celek, na sebe působí na dálku i poté, co byl fyzický kontakt přerušen. Klasickým příkladem víry v kontaktní magii je kupříkladu snaha zmocnit se nějaké části těla nepřítele (vlasů, nehtů) nebo jeho šatů a jejich prostřednictvím pak negativně ovlivnit jeho život.

### Náboženský typ kultury
Vznik náboženství, které vystřídalo období magie, představuje vývojově vyšší stadium lidského myšlení. Podle Frazera se náboženství zrodilo spolu s poznáním, že zákony homeopatické a kontaktní magie se příliš neosvědčují a že člověk nedokáže ovládat přírodu vlastní silou. Víra v to, že vesmír ovládají nadpřirozené síly, vedla ke specializaci kouzelníků na náboženství. Jejich domnělá schopnost kontaktu s nadpřirozenými silami jim umožňovala, že získávali stále větší prestiž a moc nad ostatními lidmi. Ti nejvýznamnější se postupně stávali „božskými králi“ a jejich duše byly po jejich smrti uctívány jako božstva.

### Vědecký (novověko-evropský) typ kultury
Poslední a nejvyšší vývojové stadium lidského poznání představuje věda, jež má svými výchozími premisami blíže k magii než k náboženství. Lidé v moderní společnosti totiž stejně jako v období magie opět věří v možnost ovládat přírodu, tentokrát na základě skutečných a pravdivých znalostí příčinné determinance a zákonitostí věcí a jevů.